# 寺﨑久明
寺﨑 久明（てらさき ひさあき）は、日本の地方公務員。初代東京都デジタルサービス局長を経て、東京都職員信用組合理事長。

## 人物・経歴
埼玉県出身、1985年日本大学卒業。1987年東京都入庁。2011年東京都産業労働局金融部長。2016年東京都産業労働局総務部長、東京都中小企業振興公社評議員。2019年東京都政策企画局理事。2020年東京都戦略政策情報推進本部長。2021年新設の東京都デジタルサービス局長、東京電子自治体共同運営協議会会長。2022年東京都職員信用組合常務理事。2023年東京都職員信用組合理事長。